# کوه پنجم
کوه پنجم نام اصلی: (به پرتغالی: O Monte Cinco)، نام اثری از پائولو کوئلیو نویسنده مشهور برزیلی است که در سال ۱۹۹۶ در برزیل به چاپ رسیده‌است.

این کتاب که به زبان فارسی نیز ترجمه شده مورد انتقادهایی در زمینه نوع و چگونگی داستان آن قرار گرفته‌است.

## خلاصهٔ داستان
داستان این کتاب، شرح دوره‌ای از زندگی یک پیامبر بنام الیاس یا ایلیا است که از کتاب مقدس اقتباس گردیده‌است. «در ترجمه‌های مختلف، نام‌های ایلیا یا الیاس نوشته شده‌است» که از دست حاکم ظالم منطقه، آخاب فرار می‌کند و طی اتفاقاتی که در روند فرارش حادث می‌شود، با یک زن آشنا می‌شود و پس از مرگ آن زن، نگهداری از پسرش را بعهده می‌گیرد.
این کتاب شرح سختی‌هایی است که این پیامبر در حین ماموریتش با آن‌ها دست و پنجه نرم می‌کند.